# Madison Cawthorn
David Madison Cawthorn (Asheville, Carolina del Norte, 1 de agosto de 1995) es un político estadounidense miembro del Partido Republicano. Es el representante electo para el distrito 11.º de Carolina del Norte al haber ganado las elecciones de 2020, pero fue derrotado en las primarias republicanas para la reelección en 2022. Fue el Republicano más joven en la historia en ser elegido como representante y el único menor de 30 años.

## Biografía
Cawthorn nació el 1 de agosto de 1995, en Asheville, Carolina del Norte. Sus padres son Priscilla y Roger Cawthorn. Recibió educación en su hogar en Hendersonville, Carolina del Norte. De adolescente, trabajó en un local de Chick-fil-A.
El representante Mark Meadows nominó a Cawthorn para ingresar a la Academia Naval de los Estados Unidos en 2014, pero su aplicación fue rechazada previo a su accidente automovilístico. Algunas fuentes informan que Cawthorn más tarde recibió una beca de los Cuerpo Marino de los Estados Unidos para la Universidad Estatal de Carolina del Norte, pero él lo cuestionó en 2017.

### Accidente y parálisis
En 2014, a la edad de 18, Cawthorn sufrió un accidente automovilístico mientras regresaba de un viaje a Florida. Iba de pasajero en un vehículo deportivo en la Interestatal 4 cerca de Daytona Beach cuando su amigo se durmió al volante y el rodado chocó contra una barrera de concreto. Cawthorn quedó parcialmente paralizado y ahora utiliza una silla de ruedas. Acumuló $3 millones en deuda médica durante su recuperación. La compañía de seguro de su amigo le ofreció $3 millones para cubrir su tratamiento médico, pero Cawthorn demandó a la compañía por $30 millones. Un juez más tarde dictaminó en favor del asegurador. Después del accidente, sirvió como ayudante de personal en la oficina de distrito de Mark Meadows.
Cawthorn estudió ciencia política en el Patrick Henry College durante el otoño de 2016, pero abandonó la carrera luego de obtener en su mayoría bajas calificaciones. Cawthorn declaró que sus calificaciones eran bajas debido principalmente a que sus lesiones habían interferido con su capacidad de estudio.

## Carrera
Cawthorn es el dueño de SPQR Holdings, LLC, una empresa que invierte en inmuebles en Hendersonville. La empresa fue creada en agosto de 2019 y no reportó ingresos; él es su único empleado.

### Campaña congresual

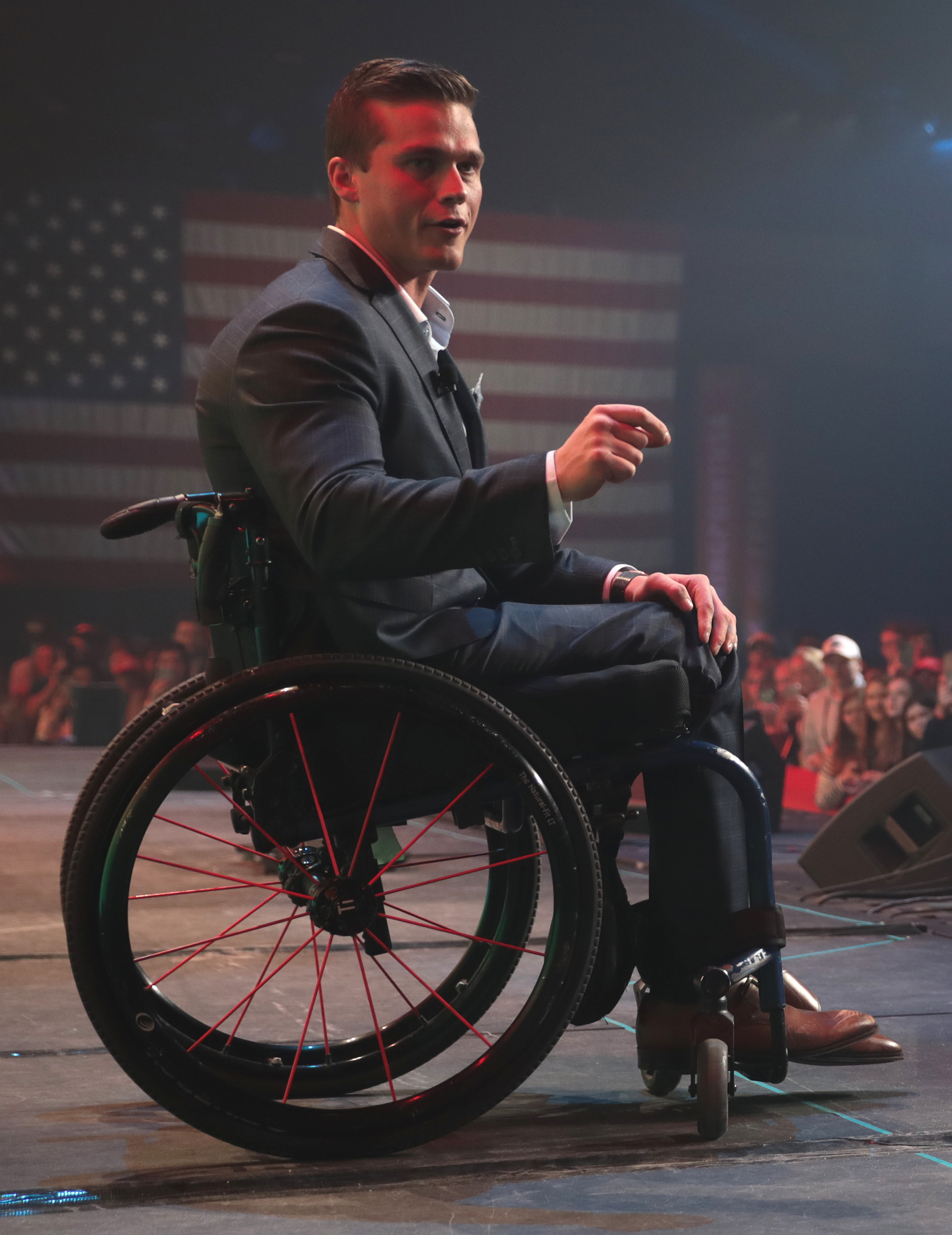
Cawthorn en 2020.

En las primarias republicanas de junio de 2020 para el distrito 11.º de Carolina del Norte, Cawthorn derrotó a Lynda Bennett, quién había sido apoyada por el Presidente Donald Trump. Cawthorn obtuvo el apoyo de muchos dirigentes locales y de Mark Walker, el vicepresidente de la House Republican Conference. Su victoria ha sido calificada como un "revés".
En 2017, Cawthorn subió una foto a su cuenta de Instagram de su visita al "Nido del Águila" (casa de retiro de Hitler), lo cual declaró había estado en su "lista de cosas por hacer durante mucho tiempo". En el post llamó a Hitler Führer, y al sitio "sumamente perverso". Tras esto, se lo acusó de tener simpatías ultraderechistas. En respuesta, Cawthorn negó tener afinidades con los supremacistas blancos, y declaró: "repudio completamente y sin reservas todo tipo de nacionalismo blanco, todo tipo de nazismo". El analista miembro de la Liga Antidifamación Mark Pitcavage dijo no veía mucho mérito en las acusaciones contra Cawthorn. Algunos judíos residentes de su distrito expresaron preocupación por el incidente.
Cawthorn habló en el tercer día de la Convención Nacional Republicana de 2020.
En las elecciones generales de 2020, Cawthorn venció al candidato Demócrata Moe Davis, convirtiéndose en el Republicano más joven y uno de los miembros más jóvenes en la historia y el primero nacido en los años 90 en ser elegido a la Cámara de Representantes. Al enterarse de su victoria, tuiteó "Cry more, lib" ("Sigue llorando, lib"). Asumió el cargo el 3 de enero de 2021.

## Vida personal
Cawthorn se describe como cristiano y conservador. Está comprometido con Cristina Bayardelle, una estudiante universitaria y atleta competitiva de CrossFit. Tiene un hermano mayor, Zachary.

### Acusaciones de acoso sexual
En agosto de 2020, en medio de su campaña para el congreso, varias mujeres acusaron a Cawthorn de agresión sexual. Katrina Krulikas describió un incidente cuando ella tenía 17 y él 19 en el que Cawthorn la presionó para que se sentara en su regazo e intentó darle un beso con energía dos veces, a lo cual ella se resistió. Cawthorn no negó las acusaciones, pero declaró "traté y le di un beso muy normal, solo coqueteando" y añadió “si la hice sentir insegura, me siento mal”, pero cuestionó el momento en el que la historia se dio a conocer.